# Норанда (кальдера)
Кальдера Норанда — відомий великий підводний архейський кальдерний комплекс, розташований недалеко від Руен-Норанди, Квебек, у межах мегакальдерного комплексу Рівер-Блейк. Кальдера містить послідовність бімодальних мафічних, кислих толеїтових та вапняно-лужних вулканічних порід товщиною від 7 до 9 км, які вивергалися під час п'яти основних серій вулканічної активності.
Металогенічний вплив кальдери Норанда добре відомий, але значення кальдери Нью-Сенатор та кальдери Місема ще належить оцінити.